# Каган, Овсей Зиновьевич
Овсе́й Зино́вьевич Кага́н (18 марта 1912 — 11 декабря 1979) — советский актёр. Народный артист РСФСР (1975).

## Биография
Окончил театральную студию, играл в ленинградских театрах — Передвижном, Красном и других. В 1930-е годы — один из ведущих актёров Театра им. Ленсовета (Нового театра) в Ленинграде. Снимался на киностудии «Ленфильм».

## Награды
- Народный артист РСФСР (1975)
- Заслуженный артист РСФСР (1965)

## Фильмография
- 1953 — Тени — Савва Семёнович Обтяжнов
- 1961 — Полосатый рейс — Сергунчик
- 1974 — Агония — А. Е. Эверт